# Samsung Galaxy A20
El Samsung Galaxy A20 es un dispositivo de gama media-baja fabricado por Samsung Electronics. Pertenece a la línea Galaxy A de 2019, y se encuentra entre el Galaxy A10 y el Galaxy A30. Cuenta con una pantalla Infinity-V con tecnología Super AMOLED y resolución HD+ de 6.4 pulgadas, y está potenciado por un procesador Exynos 7884 de ocho núcleos. Cuenta con almacenamiento interno de 32GB y 3GB de memoria RAM. La cámara principal del Galaxy A20 es dual de 13 MP + 5 MP y la cámara para selfies es de 8 megapixeles. Completando sus características, el Galaxy A20 tiene una gran batería de 4000 mAh con carga rápida, lector de huellas dactilares, y corre Android 9.0 Pie bajo la capa de personalización de Samsung, One UI.

## Especificaciones

### Hardware
El Samsung Galaxy A20 tiene una pantalla Super AMOLED HD+ Infinity-V de 6.4 pulgadas con una resolución de 720 x 1560. El teléfono en sí mide 158.4 x 74.7 x 7.8 mm y pesa 169 g. Está alimentado por un Octa-core (Cortex-A73 de 2x1.6 GHz y Cortex-A53 de 6x1.35 GHz) CPU y un Mali-G71 MP2 GPU. Viene con almacenamiento interno de 32 GB, ampliable hasta 512 GB a través de tarjetas microSD y 3GB de memoria RAM. Tiene una batería de 4000 mAh no extraíble.

### Software
El Samsung Galaxy A20 se ejecuta en Android 9 (Pie) con la firma de Samsung One UI. Es actualizable a Android 11 bajo One UI 3.1.